# Udio
Udio — модель генеративного штучного інтелекту, яка створює музику на основі простих текстових завдань-підказок. Вона може генерувати вокал та інструменти. Її безкоштовна бета-версія була випущена 10 квітня 2024 року. Користувачі можуть оформити передплату на місяць або рік, щоб отримати доступ до додаткових функцій, таких як «аудіоінженерування».

## Історія
Заснована в грудні 2023 року командою колишніх дослідників Google DeepMind на чолі з генеральним директором Udio Девідом Діном, програма отримала фінансову підтримку від венчурної фірми Andreessen Horowitz та музикантів will.i.am та Common, серед інших. Критики високо оцінили її здатність створювати реалістичний вокал, тоді як інші висловили стурбованість з приводу того, що «навчальні дані містять музику, захищену авторським правом».

## Можливості
Udio створює пісні на основі текстових підказок, які можуть включати жанр, текст, сюжетну лінію та інших виконавців, на чиє звучання можна спиратися. Тексти пісень створюються за допомогою великої мовної моделі (LLM), а процес створення самої музики станом на квітень 2024 року не розголошується. Програма генерує дві пісні на основі підказок, і користувачі можуть ремікшувати свої пісні за допомогою додаткових текстових підказок. Спочатку пісні генеруються приблизно на 30 секунд та можуть бути розширені додатковими 30-секундними фрагментами. Платні передплатники можуть отримати доступ до розширених функцій, таких як вставка звуку.